# Fregnano della Scala
Fregnano della Scala (Verona, ca. 1331 – Ibídem, 25 de febrero de 1354) fue un militar y político italiano, descendiente ilegítimo de la familia de los Scaligeri.

## Biografía

### Orígenes y carrera
Era hijo natural de Mastino II della Scala, señor de Verona.
Su carrera militar comenzó en 1350 cuando fue enviado a ayudar a Astorgio di Durafort, rector de la Provincia de Romandiolæ para los Estados Pontificios, contra los Manfredi, señores de Faenza.

### Toma del poder
En 1354 , aprovechando la ausencia de Cangrande II della Scala, quien se hallaba de visita en Bolzano y con el apoyo de Guillermo y Federico Gonzaga, participó en la rebelión contra Cangrande, proclamándose señor de la ciudad. Nombró a Paolo Pico podestá de Verona. 

### Caída y muerte
Cangrande fue notificado y regresó rápidamente a Verona, donde el 25 de febrero, en el Ponte Navi, se enfrentó a un sangriento combate con Fregnano, quien cayó al río. Su cuerpo fue rescatado y colgado durante días en la Piazza delle Erbe junto con algunos rebeldes.

### Descendientes
Fregnano tuvo dos hijos, Jaime y Bartolomeo.

### Posteridad
Los autores de memorias describen a Fregnano como un hombre íntegro y el favorito de su padre.

## Sucesión
| Predecesor: Cangrande II della Scala (1351-1354) | Señor de Verona y Vicenza 1354 | Sucesor: Cangrande II della Scala (1354-1359) |

- Datos: Q11923086